# Otter Lake, United Counties of Leeds and Grenville
Otter Lake är en sjö i Kanada.   Den ligger i countyt United Counties of Leeds and Grenville och provinsen Ontario, i den sydöstra delen av landet, 80 km söder om huvudstaden Ottawa. Otter Lake ligger 121 meter över havet. Arean är 5,7 kvadratkilometer. Den sträcker sig 5,3 kilometer i nord-sydlig riktning, och 2,4 kilometer i öst-västlig riktning.
Omgivningarna runt Otter Lake är en mosaik av jordbruksmark och naturlig växtlighet. Runt Otter Lake är det glesbefolkat, med 9 invånare per kvadratkilometer.